# Най-доброто от всичко
„Най-доброто от всичко“ (на английски: The Best of Everything) е американска романтична драма от 1959 година с участието на Джоан Крофорд, създаден от Туентиът Сенчъри Фокс, адаптация на едноименен роман. Филмът проследява професионалната кариера и личния живот на три жени, които са наели малък апартамент в Ню Йорк и работят заедно във вестникарско издателство.

## Сюжет
Керълайн Бендър (Хоуп Ланг) е млада и амбициозна секретарка в издателска къща. Почувствала се самотна, тя намира утеха в обятията на редактора Майк Райс (Стивън Бойд). Грег Адамс (Сузи Паркър) е машинописка и обещаваща актриса, която има романтична връзка с режисьора Дейвид Савидж (Луи Журдан). Когато Дейвид и съобщава, че връзката им е приключила, отчаяната Грег се опитва да напусне апартамента му през аварийния изход, но пада и умира на място.
Ейприл Морисън (Даян Бейкър) е бременна и слиза от автомобила на приятеля си Декстър Кий (Робърт Еванс), баща на нероденото и дете, когато той отказва да се омъжи за нея и настоява тя да направи аборт.
Трите млади дами са под надзора на редактора Аманда Фароу (Джоан Крофорд), взискателен професионалист и разочарована жена, която напуска фирмата, за да се омъжи и се завръща, когато осъзнава, че обикновения живот на домакиня и брака не и харесват.

## В ролите
- Хоуп Ланг като Керълайн Бендър
- Стивън Бойд като Майк Райс
- Сузи Паркър като Грег Адамс
- Марта Хайър като Барбара Ламонт
- Даян Бейкър като Ейприл Морисън
- Браян Ейхърн като Фред Шалимар
- Робърт Еванс като Декстър Кий
- Брет Халси като Еди Харис
- Доналд Харън като Сидни Картър
- Луи Журдан като Дейвид Савидж
- Джоан Крофорд като Аманда Фароу

## Номинации
- Номинация за Оскар за най-добри костюми в цветен филм на Адел Палмър от 1960 година.
- Номинация за Оскар за най-добра оригинална песен, песента „The Best of Everything“ на Алфред Нюман и Сами Кан от 1960 година.